# جورج جيمس
جورج جيمس (بالإنجليزية: George James)‏ (2 فبراير 1899 في المملكة المتحدة - 13 ديسمبر 1976 بويست بروميتش في المملكة المتحدة) هو لاعب كرة قدم بريطاني (وحمل سابقاً جنسية المملكة المتحدة لبريطانيا العظمى وأيرلندا) في مركز الهجوم. لعب مع نادي ريدنغ ونادي واتفورد ووست بروميتش ألبيون.